# Dryolimnas
Genre
Dryolimnas est un genre d'oiseaux de la famille des Rallidae dont le seul représentant actuel est le Râle de Cuvier (D. cuvieri).

## Liste d'espèces
Selon la classification de référence du Congrès ornithologique international (version 3.1, 2012) :
- Dryolimnas cuvieri – Râle de Cuvier
- †Dryolimnas augusti – (?)